# 尤索夫·巴拉克
尤索夫·巴拉克（波斯語：یوسف برک，1984年2月2日—），阿富汗职业足球运动员，现效力黑森卡塞尔。